# Kyotera (district)
Kyotera is een district in het centrum van Oeganda. Het administratief centrum van het district bevindt zich in Kasaali. Het district telde in 2020 naar schatting 261.000 inwoners op een oppervlakte van 1752 km².
Het district werd opgericht in 2017 door afsplitsing van het district Rakai. Het district is opgedeeld in drie town councils (Kasaali, Kyotera en Kasasa) en negen sub-county's.
Het district ligt aan de westelijke oever van het Victoriameer en grenst in het zuiden aan Tanzania. In het district ligt het Katungameer, een kratermeer.